# Llenado de un embalse
El llenado del embalse hidráulico es un momento crítico en la vida útil de este, y tiene que ser afrontado en una forma planificada. Los aspectos que deben considerarse en la planificación de la operación de llenado son:
Limpieza del terreno que ha de ser inundado; 
- Retiro de material de interés arqueológico, histórico, cultural;
- Garantizar aguas abajo de la presa por lo menos el caudal ecológico;
- Programa de salvamento de animales que pudieran quedar atrapados en las islas temporales que se van creando;
- Programa de información a la población de la zona sobre el llenado y sus consecuencias.

## Limpieza del terreno
Debe considerarse que la vegetación existente en el valle que ha de ser inundado morirá, se descompondrá y por lo tanto generará una demanda bioquímica de oxígeno (DBO) muy elevada, lo que podría perjudicar la calidad del agua del embalse por varios años. Ante esto, la mejor solución es limpiar lo mejor posible de vegetación el valle que ha de ser inundado.
Una forma de hacerlo es organizando a la población local para que retire el todo el material vegetal posible, eventualmente mediante la concesión de un pequeño incentivo, y la autorización de utilizar libremente el material retirado.
Si la población local es escasa, este servicio deberá ser contratado, y debe formar parte de los costos de implementación del embalse.

## Retiro de material de interés del área a ser inundada
Esta actividad puede requerir una preparación de varios meses y hasta años, por lo tanto debe iniciarse oportunamente para que el llenado del embalse no se vea retrasado por esta actividad. Especial cuidado deberá ser dado a la existencia de sitios de interés afectivo para la población desplazada, como pueden ser cementerios, capillas, lugares de reunión, etc. los que deberían ser recreados en forma semejante en los locales de nuevos asentamientos.

## Garantía del caudal ecológico
Se define como caudal ecológico: El agua necesaria para preservar valores ecológicos como;
- los hábitat naturales que cobijan una riqueza de flora y fauna,
- las funciones ambientales como dilución de poluentes,
- amortiguación de los extremos climatológicos e hidrológicos,
- preservación del paisaje.

En el momento del cierre del desvío provisional del río, el flujo aguas debajo de la presa debe mantenerse, garantizando el caudal ecológico durante todo el periodo de llenado del embalse que puede durar varios meses. La forma de garantizar este caudal mínimo varía de caso a caso, y debe ser previsto en el diseño de la presa.

## Salvamento de animales
Durante la fase del llenado se irán formando islas, las que se achicarán en la medida que el nivel se eleva. Deben preverse brigadas de rescates de animales domésticos y salvajes, como víboras, culebras, arañas.

## Seguridad del vaso
El aumento del nivel del agua puede provocar un aumento de las presiones intersticiales de las laderas del vaso, lo que puede provocar desprendimiento de laderas, como en el caso de la presa del Vajont.